# Миткороен
Миткороен (на македонска литературна норма: Миткороен) или Калето зад дъбята (Кале зад дабјата) е крепост, съществувала през късната античност и средновековието, разположена край поречкото село Белица, Северна Македония.

## Местоположение
Калето е разположено на 2 km югоизточно от Белица върху тесен гребен между 2 поройни бразди, спускащи се към планинската долинка Шейтаница на 150—250 m височина. Гребенът на север завършва с вертикална скала. На изток, където е най-висок, завършва със скала, която чрез седло се свързвас по-високия скален масив. Достъпен е единствено от запад по тясна падина.

## Антични остатъци
В Късната античност заравнения връх на гребена с дължина 250 и широчина 20—60 m, е обграден със слаб каменен зид. Крепостта е била рударски рефугиум за околността и се е използвала само отвреме-навреме. На изток е разположен акрополът (горният град), който е отделен от предградието (долния град) с напречен зид. На запад през тясно седло има остатъци от предзид (протеихисма). Запазени са и остатъци от жилищните сгради, както и от късноантична керамика, питоси и желязна сгур. Открити са много римски монети от късния IV и V век.

## Средновековни остатъци
В акропола през Средновековието е изграден напречен зид и така е оформена малка крепост на скалата в източната част на гребена. Тук са открити много византийски монети - медни скифати от XII - XIII век. Открити са и върхове от стрели, ножове, железни инструменти от късното средновековие, когато рударството в тези краища е възстановено - на 2 - 3 km южно от калето в местността Мелои има следи от експлоатация на желязна руда.